# 阿斯卡波察尔科
阿斯卡波察尔科（西班牙語：Azcapotzalco，其纳瓦特尔语释义为“蚁丘；蚁丘之地”）是前哥伦布时期纳瓦人的城邦。它位于墨西哥谷特斯科科湖西岸，是特帕内克帝国的首都。
据17世纪年表编者奇马尔帕因的说法，阿斯卡波察尔科为奇奇梅克人在995年所建，其最负盛名的统治者（即特拉托阿尼）为特索索莫克。

## 引注
1. ↑  Chimalpahin, (1997) vol.2, p. 65